# William Masselos
William Masselos (11 août 1920 - 23 octobre 1992) est un pianiste classique américain. 

## Biographie
William Masselos est né à Niagara Falls, New York, d'une mère néerlandaise et d'un père grec. Il fait ses débuts à New York à The Town Hall en 1938, à l'âge de 18 ans. 
Il étudie avec Carl Friedberg, disciple de Johannes Brahms et Clara Schumann, ainsi qu'avec Nelly Reuschel (une autre disciple de Clara Schumann) à l'Institute of Musical Art de New York (plus tard appelé Juilliard School ). 
En 1952, à l'âge de 32 ans, Masselos joue le Concerto pour piano en ré mineur de Brahms lors de sa première apparition avec le New York Philharmonic Orchestra, dirigé par Dimitri Mitropoulos.  Ce début impressionnant est le premier d'une longue série d'apparitions avec de grands orchestres, dont le New York Philharmonic sous Pierre Monteux et Leonard Bernstein, le Montreal Symphony sous Otto Klemperer, le London Philharmonic sous Bernard Haitink, l'American Symphony Orchestra sous Leopold Stokowski, le Philadelphia Orchestra sous Eugene Ormandy et de nombreux autres. 
Reconnu comme un champion de la musique contemporaine, Masselos a créé de nombreuses œuvres, dont la Sonate pour piano n ° 1 de Charles Ives, Piano Fantasy de Aaron Copland et la plupart des œuvres pour piano de Ben Weber, notamment le Concerto pour piano et orchestre et Fantaisie ( Variations), op. 25. Il a été le soliste des premières interprétations de concertos pour piano d'Alan Hovhaness, Johan Franco, Marga Richter, Carlos Surinach et William Mayer, ainsi que de pièces solo de John Cage, Dane Rudhyar, Robert Helps, Carlos Chávez et bien d'autres. 
En tant qu’héritier, par l’intermédiaire de Carl Friedberg, de la tradition Schumann et Brahms, il s’est également fait remarquer par son interprétation de Schumann Davidsbundlertanze, op. 6, et les sonates de Brahms, qu'il a toutes deux enregistrées pour RCA Red Seal au début des années 1970 et qui sont très appréciées des collectionneurs de disques. 
Masselos est décédé en octobre 1992 à l'âge de 72 ans. 
En mai 2011, la pianiste Lori Sims a donné un concert d'œuvres associées à Masselos au Zankel Hall de Carnegie Hall, à New York.